# Convento del Colombaio
Il convento del Colombaio è un edificio sacro situato a Seggiano.

## Storia e descrizione
Oggi in rovina, venne abbandonato a partire dal 1784 in seguito alle soppressioni volute dal granduca Pietro Leopoldo nonostante si trattasse di uno dei primi romitori dei frati minori francescani, che vi si insediarono fin dal 1221, quando il santo era ancora in vita.
Il monastero vero e proprio venne costruito nel corso del Trecento; la chiesa era molto semplice, ad aula unica, coperta da una volta a sesto acuto. Nel Quattrocento il Colombaio divenne un centro nevralgico nella diffusione della regola degli Osservanti, tanto che vi dimorò a lungo San Bernardino, le cui reliquie, prima qui custodite, sono ora presso la chiesa della Compagnia a Seggiano.